# 허벨백상아리

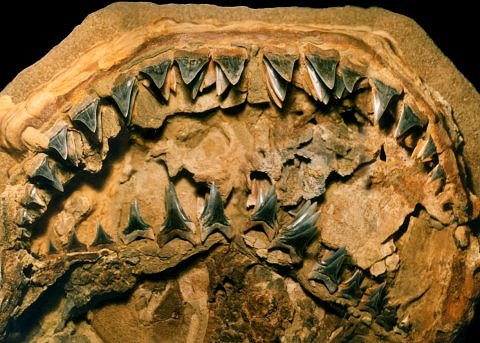

허벨백상아리(학명:Carcharodon hubbellI)는 악상어목 악상어과에 속하는 물고기이다. 지금은 멸종된 어종으로 신생대의 마이오세와 플리오세에 살았던 몸길이가 5m 정도 되는 오늘날의 백상아리와 비슷한 크기의 상어였다.

## 특징
허벨백상아리는 지금으로부터 800만년~500만년인 마이오세와 플리오세에 살았던 상어로서 현생에 살아가는 백상아리와 연관이 있는 종이다. 현생의 백상아리와 대체적으로 비슷한 특징을 가졌지만 이빨에서 현생의 백상아리와 차이점이 있는 어종이였는데 이빨이 현생의 백상아리에 비해 거친 이빨의 톱니가 메갈로돈과 흡사하며 앞쯕 이빨의 설측에 V짜 모양의 띠가 존재한다는 차이점이 존재하였다. 넓쩍이빨백상아리와 함께 고대의 바다에 서식했던 백상아리로 현생의 백상아리와 넓적이빨청상아리의 중간 단계로 보는 견해가 있다. 허벨백상아리의 화석이 발굴된 나라는 페루이며 생존 당시에는 남미의 태평양 연안에서 주로 서식했던 어종으로 생각이 되고 먹이는 당시에 생존했던 고래, 해양 포유류 및 어류와 갑각류, 두족류 등을 섭식했을 것으로 추측된다.

## 같이 보기
- 악상어목
- 악상어과
- 화석